# Чемпіонат СРСР з хокею із шайбою 1989—1990
44-й чемпіонат СРСР з хокею із шайбою проходив з 29 серпня 1989 року по 16 березня 1990 року. У змаганні брали участь шістнадцять команд. Переможцем став клуб «Динамо» Москва. Найкращий бомбардир — Дмитро Квартальнов (53 очка).

## Результати
Московське «Динамо» після 36-річної перерви стало чемпіоном СРСР, багаторазові чемпіони країни — армійці вибороли срібні нагороди (перед початком чемпіонату клуб залишили: Володимир Крутов, Ігор Ларіонов, Сергій Макаров та В'ячеслав Фетісов).

## Підсумкова таблиця першого етапу
| М   | Команда                      | І  | В  | Н | П  | Ш       | О  |
| --- | ---------------------------- | -- | -- | - | -- | ------- | -- |
| 1.  | «Хімік» (Воскресенськ)       | 30 | 23 | 4 | 3  | 129-58  | 50 |
| 2.  | «Динамо» Москва              | 30 | 21 | 4 | 5  | 126-61  | 46 |
| 3.  | ЦСКА                         | 30 | 22 | 2 | 6  | 120-63  | 46 |
| 4.  | «Динамо» (Рига)              | 30 | 17 | 4 | 9  | 93-64   | 38 |
| 5.  | «Крила Рад» (Москва)         | 30 | 13 | 8 | 9  | 98-90   | 34 |
| 6.  | «Торпедо» (Ярославль)        | 30 | 16 | 2 | 12 | 93-86   | 34 |
| 7.  | Сокіл (Київ)                 | 30 | 13 | 7 | 10 | 90-86   | 33 |
| 8.  | «Спартак» Москва             | 30 | 14 | 2 | 14 | 122-104 | 30 |
| 9.  | «Динамо» (Мінськ)            | 30 | 12 | 5 | 13 | 94-92   | 29 |
| 10. | «Торпедо» (Горький)          | 30 | 12 | 4 | 14 | 65-86   | 28 |
| 11. | «Трактор» (Челябінськ)       | 30 | 11 | 5 | 14 | 71-94   | 27 |
| 12. | СК ім. Урицького (Казань)    | 30 | 10 | 4 | 16 | 67-99   | 24 |
| 13. | «Автомобіліст» (Свердловськ) | 30 | 8  | 3 | 19 | 83-123  | 19 |
| 14. | СКА (Ленінград)              | 30 | 6  | 3 | 21 | 78-136  | 15 |
| 15. | «Торпедо» Усть-Каменогорськ  | 30 | 5  | 5 | 20 | 80-123  | 15 |
| 16. | «Динамо» Харків              | 30 | 3  | 6 | 21 | 65-109  | 12 |

## Фінальний раунд
| М   | Команда                | І  | В  | Н  | П  | Ш       | О  |
| --- | ---------------------- | -- | -- | -- | -- | ------- | -- |
|     | «Динамо» Москва        | 48 | 35 | 5  | 8  | 201-106 | 75 |
|     | ЦСКА                   | 48 | 33 | 6  | 9  | 200-106 | 72 |
|     | «Хімік» (Воскресенськ) | 48 | 32 | 7  | 9  | 192-107 | 71 |
| 4.  | «Динамо» (Рига)        | 48 | 26 | 7  | 15 | 148-117 | 59 |
| 5.  | Сокіл (Київ)           | 48 | 23 | 8  | 17 | 154-152 | 54 |
| 6.  | «Крила Рад» (Москва)   | 48 | 19 | 12 | 17 | 143-153 | 50 |
| 7.  | «Торпедо» (Ярославль)  | 48 | 21 | 6  | 21 | 145-146 | 48 |
| 8.  | «Спартак» Москва       | 48 | 22 | 4  | 22 | 182-157 | 48 |
| 9.  | «Торпедо» (Горький)    | 48 | 17 | 5  | 26 | 114-156 | 39 |
| 10. | «Динамо» (Мінськ)      | 48 | 13 | 6  | 29 | 138-177 | 32 |

## Склад чемпіонів
| Чемпіон СРСР Динамо Москва | Воротарі: Андрій Карпін, Володимир Мишкін, Михайло Шталенков. Захисники: Анатолій Федотов, Дмитро Фролов, Віктор Глушенков, Олександр Юдін, Олександр Карповцев, Олег Микульчик, Євген Попихін, Михайло Татаринов, Юрій Вожаков. Нападники: Анатолій Антіпов, Равіль Хайдаров, Ігор Дорофєєв, Олександр Гальченюк, Сергій Яшин, Ігор Корольов, Андрій Ковальов, Юрій Леонов, Андрій Ломакін, Сергій Петренко, Олексій Жамнов, Олександр Семак, Анатолій Семенов, Сергій Свєтлов, Володимир Зубрильчев, Олексій Ковальов, Ян Камінський. Тренерський склад: Володимир Юрзінов, Юрій Очнєв, Зінетула Білялетдінов. |

## Найкращі бомбардири
| Гравець             | Команда              | Г  | П  | О  |
| ------------------- | -------------------- | -- | -- | -- |
| Дмитро Квартальнов  | «Хімік» Воскресенськ | 25 | 28 | 53 |
| Анатолій Степанищев | «Сокіл» Київ         | 20 | 26 | 46 |
| Микола Борщевський  | «Спартак» Москва     | 17 | 25 | 42 |
| Олег Знарок         | «Динамо» Рига        | 15 | 27 | 42 |
| Юрій Щипіцин        | «Спартак» Москва     | 12 | 30 | 42 |
| Олексій Ткачук      | «Спартак» Москва     | 26 | 14 | 40 |
| Юрій Леонов         | «Динамо» Москва      | 20 | 20 | 40 |
| Петро Малков        | «Сокіл» Київ         | 18 | 22 | 40 |
| Олександр Зибін     | «Торпедо» Ярославль  | 15 | 24 | 39 |
| В'ячеслав Биков     | ЦСКА                 | 21 | 16 | 37 |

## Призи та нагороди

### Командні
| Нагорода                     | Переможець           |
| ---------------------------- | -------------------- |
| Приз справедливої гри        | Сокіл (Київ)         |
| Приз імені Всеволода Боброва | «Динамо» Москва      |
| Приз «Гроза авторитетів»     | «Крила Рад» (Москва) |

### Індивідуальні
| Нагорода                 | Переможець                                                               |
| ------------------------ | ------------------------------------------------------------------------ |
| Найкращий хокеїст сезону | Андрій Хомутов (ЦСКА)                                                    |
| Новачок сезону           | В'ячеслав Козлов («Хімік» Воскресенськ)                                  |
| Влучний захисник         | Валерій Ширяєв («Сокіл» Київ)                                            |
| Хет-трик                 | Сергій Повечеровський («Динамо» Харків) та Раміль Юлдашев («Сокіл» Київ) |
| Три бомбардири           | Андрій Хомутов — В'ячеслав Биков — Валерій Каменський (ЦСКА)             |

## Лауреати Федерації
До символічної збірної сезону, затвердженої президією Федерації хокею СРСР увійшли:
| Воротар: Артур Ірбе. Захисники: Михайло Татаринов, Володимир Константинов. Нападники: Андрій Хомутов, В'ячеслав Биков, Валерій Каменський. |

Президія Федерації хокею СРСР також визначила список 34 кращих хокеїстів сезону (4+12+18):
| Воротарі: Артур Ірбе («Динамо» Р), Олексій Червяков («Хімік»), Володимир Мишкін («Динамо» М), Сергій Дроздов («Торпедо» Г). Захисники: Олексій Гусаров, Ігор Кравчук, Володимир Константинов, Ігор Стельнов, Володимир Малахов (усі — ЦСКА), Михайло Татаринов («Динамо» М), Олександр Смирнов («Хімік»), Валерій Ширяєв («Сокіл»), Ілля Бякін («Автомобіліст»), Володимир Тюриков («Спартак»), Юрій Вожаков, Євген Попихін (обидва — «Динамо» М). Нападники: Андрій Хомутов, В'ячеслав Биков, Валерій Каменський, Сергій Федоров, Павло Буре, Євген Давидов (усі — ЦСКА), Сергій Нємчинов («Крила Рад»), Олександр Семак, Юрій Леонов, Анатолій Антипов, Анатолій Семенов (усі — «Динамо» М), Дмитро Квартальнов, Валерій Зелепукін, В'ячеслав Козлов (усі — «Хімік»), Олексій Ткачук, Юрій Шипіцин (обидва — «Спартак»), Анатолій Степанищев, Дмитро Христич (обидва — «Сокіл»). |

## Український хокей
Статистика гравців українських клубів у чемпіонаті: 
| «Сокіл» (Київ) |
| Воротарі: Віталий Самойлов — 33 (86п), Юрій Шундров — 29 (66п), Сергей Ткаченко — 1 (0п). Захисники: Валерій Ширяєв — 48 (8+21), Сергій Лубнін — 45 (2+8), Валерій Шахрай — 31 (1+8), Дмитро Зінов'єв — 45 (5+3), Олексій Житник — 31 (3+4), Олександр Годинюк — 37 (3+2), Андрій Овчинников — 40 (2+2), Сергій Горбушин — 7 (0+1), В'ячеслав Тимченко — 28 (0+0), Олександр Савицький — 7 (0+0), Сергій Кров'яков — 2 (0+0), Анатолій Доніка — 2 (0+0). Нападники: Анатолій Степанищев — 44 (20+26), Петро Малков — 48 (18+22), Дмитро Христич — 47 (14+22), Раміль Юлдашев — 46 (28+7), Вадим Кулабухов — 43 (10+5), Алі Бурханов — 39 (9+6), Едуард Валіуллін — 41 (4+10), Анатолій Найда — 48 (5+7), Олег Синьков — 43 (9+2), Валерій Ботвинко — 41 (5+6), Іван Свинцицький — 40 (4+5), Олександр Кузьминський — 39 (2+3), Валентин Олецький — 33 (1+4), Євген Аліпов — 26 (0+3), Олег Балабан — 4 (1+0), Василь Бобровников — 1 (0+1), Олег Мудров — 6 (0+0), Василь Василенко — 3 (0+0). Старший тренер — Анатолій Богданов; тренери — Броніслав Самович, Борис Гольцев. |
| «Динамо» (Харків) |
| Воротарі: Сергій Киряхін — 18 (63), Геннадій Ушаков — 16 (46). Захисники: Андрій Мажугін — 30 (3+1), Олександр Печенєв — 30 (2+2), Анатолій Хоменко — 30 (1+2), Сергій Алексєєв — 30 (1+2), Олег Шаргородський — 30 (2+0), Сергій Акулов — 16 (0+1), Борис Михальченко — 25 (0+1), Андрій Бущан — 21 (0+0), Валерій Салієв — 5 (0+0). Нападники: Сергій Повечеровський — 27 (9+3), Олексій Трасеух — 29 (7+5), Альфред Юнусов — 30 (7+4), Андрій Сидоров — 29 (6+5), Михайло Анферов — 25 (5+6), Геннадій Кожокін — 29 (5+6), Валерій Чорний — 29 (3+7), Віталій Литвиненко — 28 (6+2), Владислав Єршов — 29 (1+6), Костянтин Буценко — 30 (5+0), Вадим Сливченко — 26 (2+2), Володимир Єловиковв — 24 (0+3), Євген Сиченко — 17 (0+2). Старший тренер — Валентин Єгоров; тренери — Юрій Макренський, Юрій Балашов. |

## Перехідний турнір
| М   | Команда                      | І  | В  | Н | П  | Ш       | О  |
| --- | ---------------------------- | -- | -- | - | -- | ------- | -- |
| 1.  | «Торпедо» Усть-Каменогорськ  | 36 | 24 | 2 | 10 | 165-117 | 50 |
| 2.  | СК ім. Урицького (Казань)    | 36 | 20 | 5 | 11 | 125-105 | 45 |
| 3.  | «Трактор» (Челябінськ)       | 36 | 20 | 4 | 12 | 126-111 | 44 |
| 4.  | «Автомобіліст» (Свердловськ) | 36 | 18 | 5 | 13 | 143-120 | 41 |
| 5.  | СКА (Ленінград)              | 36 | 18 | 5 | 13 | 134-114 | 41 |
| 6.  | «Кристал» (Електросталь)     | 36 | 17 | 4 | 15 | 136-127 | 38 |
| 7.  | «Салават Юлаєв» Уфа          | 36 | 15 | 5 | 16 | 109-117 | 35 |
| 8.  | «Динамо» Харків              | 36 | 13 | 5 | 18 | 92-110  | 31 |
| 9.  | Кристал (Саратов)            | 36 | 6  | 9 | 21 | 104-147 | 21 |
| 10. | Авангард Омськ               | 36 | 6  | 2 | 28 | 93-159  | 14 |